# Liste der Biografien/Burd
Liste der Biografien |
Portal Biografien |
Personensuche
# |
A |
B |
C |
D |
E |
F |
G |
H |
I |
J |
K |
L |
M |
N |
O |
P |
Q |
R |
S |
T |
U |
V |
W |
X |
Y |
Z |
?
 
Ba |
Be |
Bd |
Bg |
Bh |
Bi |
Bj |
Bl |
Bm |
Bn |
Bo |
Br |
Bs |
Bu |
Bw |
By |
Bz
 
Bua |
Bub |
Buc |
Bud |
Bue |
Buf |
Bug |
Buh |
Bui |
Buj |
Buk |
Bul |
Bum |
Bun |
Buo |
Buq |
Bur |
Bus |
But–Buz
 
Bura |
Burb |
Burc |
Burd |
Bure |
Burf |
Burg |
Burh |
Buri |
Burj |
Burk |
Burl |
Burm |
Burn |
Buro |
Burp |
Burq |
Burr |
Burs |
Burt |
Buru |
Burv |
Burw |
Burx |
Bury |
Burz
Die Liste der Biografien führt alle Personen auf, die in der deutschsprachigen Wikipedia einen Artikel haben. Dieses ist eine Teilliste mit 110 Einträgen von Personen, deren Namen mit den Buchstaben „Burd“ beginnt.

## Burd
- Burd, George (1793–1844), US-amerikanischer Politiker
- Burd, Nick (* 1980), US-amerikanischer Autor

### Burda
- Burda Furtwängler, Elisabeth (* 1992), deutsche Verlegerin und Sängerin
- Burda, Adam (* 1999), polnischer Sprinter
- Burda, Aenne (1909–2005), deutsche Verlegerin
- Burda, Franz (1903–1986), deutscher Verleger und Begründer des Burda-Verlages
- Burda, Franz junior (1932–2017), deutscher Unternehmer
- Burda, Frieder (1936–2019), deutscher Kunstsammler, Ehrenbürger von Baden-Baden
- Burda, Gerhard (* 1958), österreichischer Philosoph, Psychoanalytiker und Autor
- Burda, Hubert (* 1940), deutscher Kunsthistoriker und VerlegerHubert Burda (* 1940)

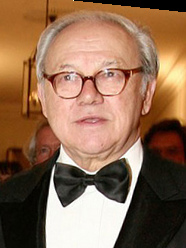
Hubert Burda (* 1940)

- Burda, Hynek (* 1952), deutscher Zoologe
- Burda, Klaus (1935–2007), deutscher Kommunalpolitiker und Bürgermeister
- Burda, Ljubow Wiktorowna (* 1953), sowjetische Turnerin
- Burda, Lubomir, tschechoslowakischer Radrennfahrer
- Burda, Max (1893–1963), deutscher Postbeamter und Kommunalpolitiker
- Burda, Max (* 1989), deutscher Fußballschiedsrichter
- Burda, Michael C. (* 1959), US-amerikanischer MakroökonomMichael C. Burda (* 1959)

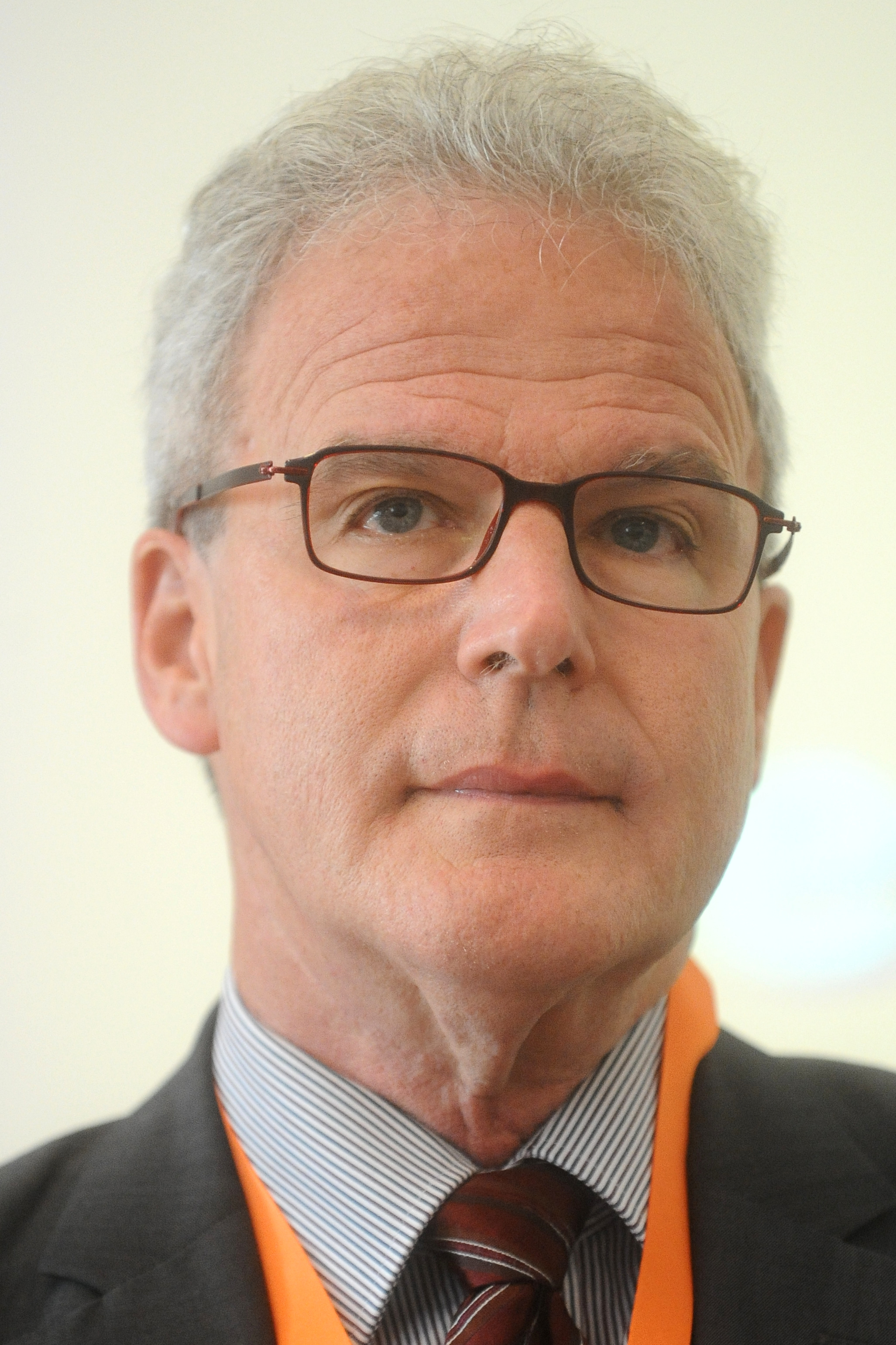
Michael C. Burda (* 1959)

- Burda, Mieczysław (1916–1990), polnischer Eishockeyspieler und -trainer
- Burda, Mikołaj (* 1982), polnischer Ruderer
- Burda, Mykyta (* 1995), ukrainischer Fußballspieler
- Burda, Robert (* 1942), deutscher Maler der Outsider Art
- Burda-Stengel, Felix (1967–2001), deutscher Namensgeber einer Stiftung
- Burda-Zoyke, Andrea, deutsche Wirtschaftswissenschaftlerin und Wirtschaftspädagogin
- Burdach, Ernst (1905–1976), deutscher evangelischer Pfarrer und Mitglied der Bekennenden Kirche
- Burdach, Karl (1891–1976), deutscher Generalleutnant im Zweiten Weltkrieg
- Burdach, Karl Friedrich (1776–1847), deutscher Anatom und Physiologe
- Burdach, Konrad (1859–1936), deutscher Germanist und Literaturwissenschaftler
- Burdach, Stefan E. G. (* 1952), deutscher Kinderarzt, Onkologe, Krebsforscher und Hochschullehrer
- Burdack, Ulrich (* 1982), deutscher Opernsänger (Bass)
- Burdassow, Anton Wiktorowitsch (* 1991), russischer Eishockeyspieler

### Burde
- Bürde, Emil (1827–1898), deutscher Theaterschauspieler
- Bürde, Friedrich Leopold (1792–1849), deutscher Maler, Kupferstecher und Lithograph
- Burde, Fritz (1901–1938), deutscher Widerstandskämpfer gegen den Nationalsozialismus, KPD-Funktionär und Agent
- Bürde, Georg Heinrich (1796–1865), deutscher Architekt, preußischer Baubeamter
- Burde, Hermann (* 1943), deutscher Leichtathlet
- Bürde, Jeanette († 1875), österreichische Pianistin, Sängerin und Komponistin
- Burde, Marie (1892–1963), deutsche Zeitungsverkäuferin und Altwarenhändlerin, Gerechte unter den Völkern
- Bürde, Paul († 1874), deutscher Maler und Illustrator
- Bürde, Samuel Gottlieb (1753–1831), deutscher Dichter
- Burde, Wolfgang (1930–2013), deutscher Musikwissenschaftler und Musikkritiker
- Bürde-Ney, Jenny (1824–1886), deutsche Opernsängerin (Sopran)
- Burdeau, Auguste (1851–1894), französischer Schriftsteller und Staatsmann
- Burdecki, Evelyn (* 1988), deutsches It-Girl und Reality-Show-TeilnehmerinEvelyn Burdecki (* 1988)

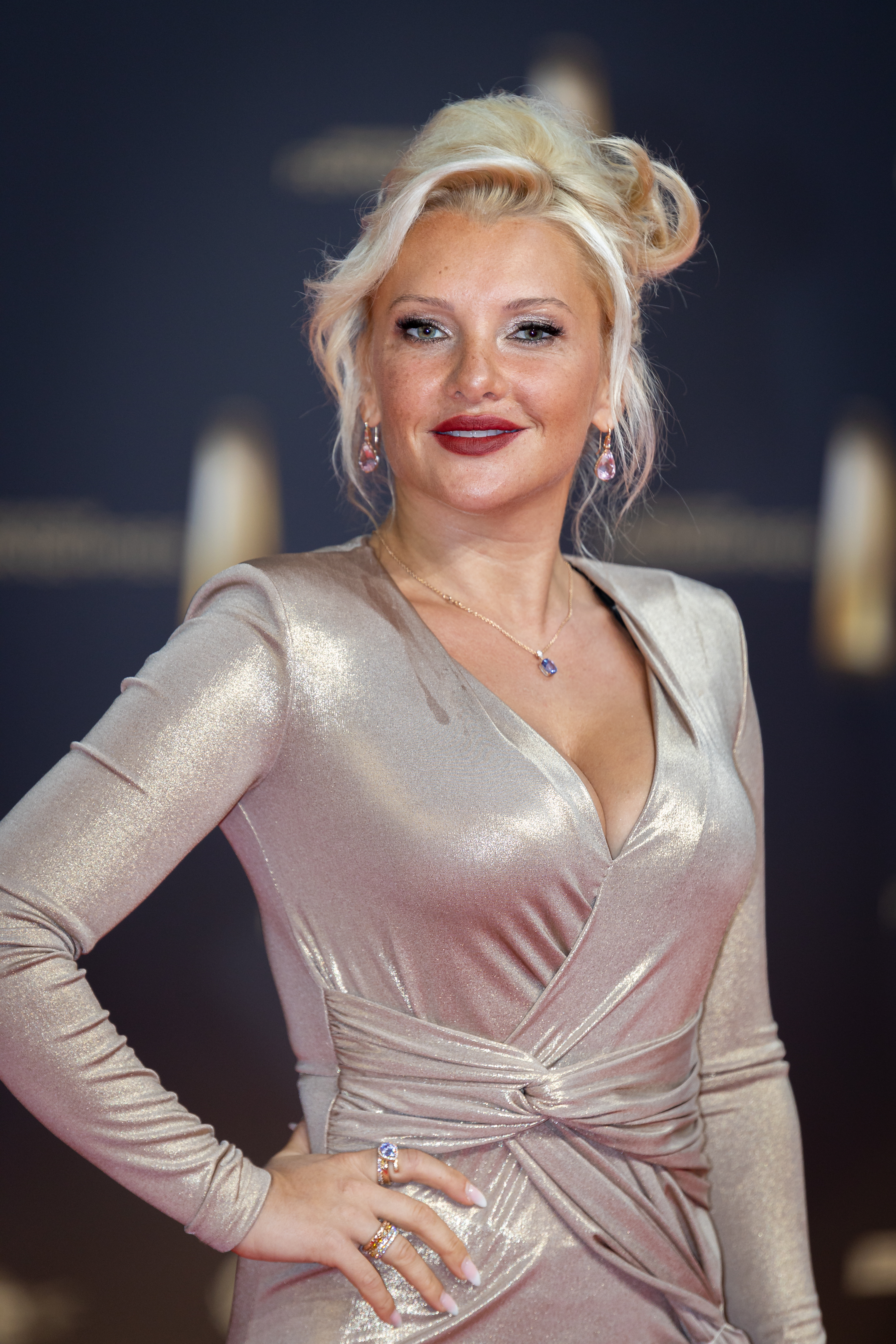
Evelyn Burdecki (* 1988)

- Burdejna, Natalija (* 1974), ukrainische Bogenschützin
- Bürdek, Bernhard E. (* 1947), deutscher Designtheoretiker und -berater
- Burdekin, Beaufort (1891–1963), britischer Ruderer
- Burdekin, Jamie (* 1979), britischer Rollstuhltennisspieler
- Burdekin, Katharine (1896–1963), britische Schriftstellerin
- Burdekin, Michael (* 1938), britischer Bauingenieur (Stahlbau)
- Bürdel, Daniel (* 1974), Schweizer Politiker (CVP)
- Burden, Alfred (* 1976), englischer Snookerspieler
- Burden, Amanda (* 1944), US-amerikanische Stadtplanerin
- Burden, Anna, US-amerikanischer Cellist und Musikpädagoge
- Burden, Chris (1946–2015), US-amerikanischer bildender Künstler
- Burden, Douglas (* 1965), US-amerikanischer Ruderer
- Burden, Gary (1933–2018), US-amerikanischer Grafiker
- Burden, George (* 1939), deutsch-britischer Designer, Industriedesigner und Hochschullehrer
- Burden, Hugh (1913–1985), englischer Schauspieler und Dramatiker
- Burdenko, Nikolai Nilowitsch (1876–1946), russisch-sowjetischer Chirurg
- Burdenski, Dieter (1950–2024), deutscher FußballtorhüterDieter Burdenski (1950–2024)

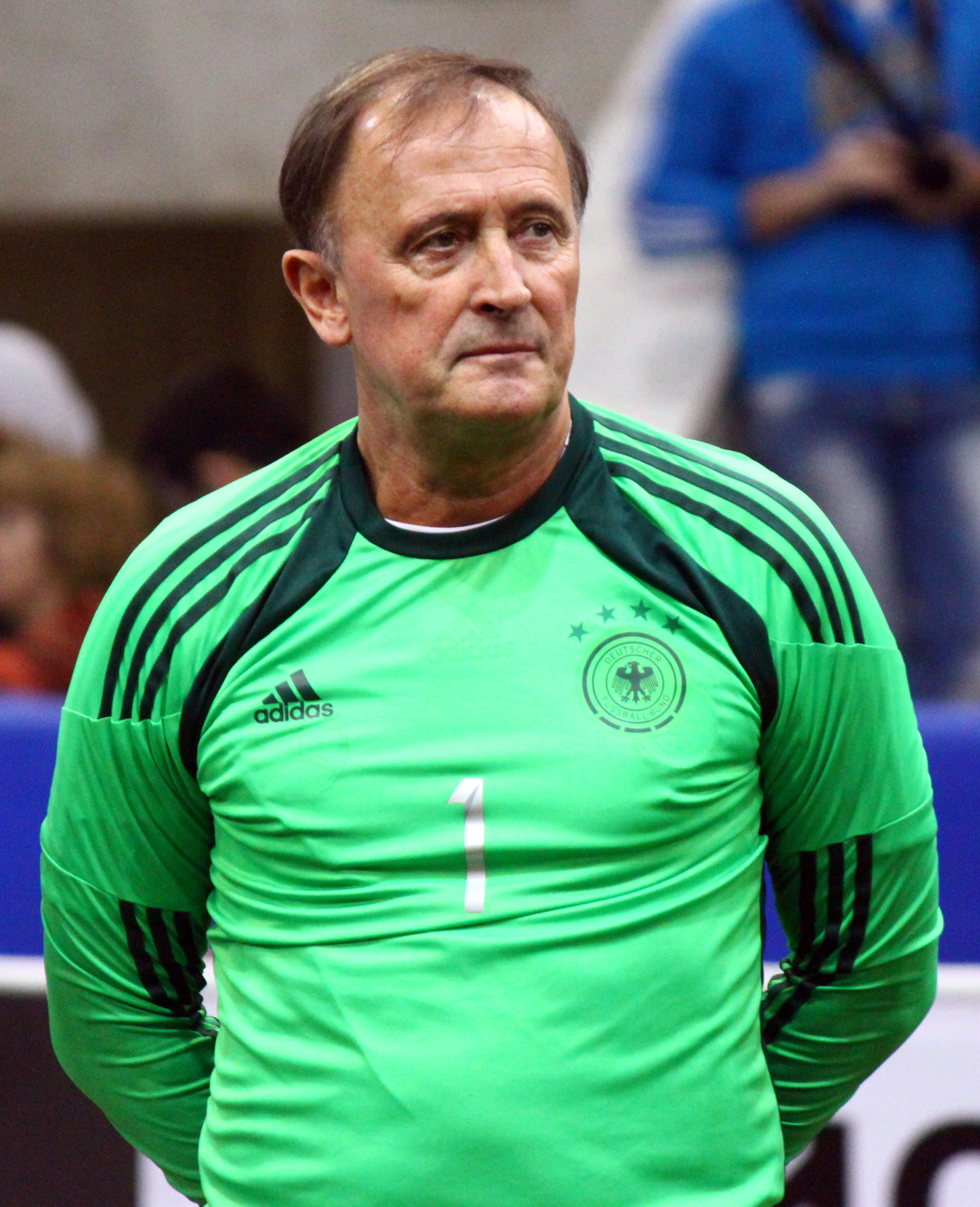
Dieter Burdenski (1950–2024)

- Burdenski, Fabian (* 1991), deutscher Fußballspieler
- Burdenski, Herbert (1922–2001), deutscher Fußballspieler und -trainer
- Burdenski, Wolfhart (1915–2010), deutscher Jurist, Richter am deutschen Bundessozialgericht (1968–1978)
- Burdet, Cédric (* 1974), französischer Handballspieler
- Burdet, Françoise (* 1967), Schweizer Bobfahrerin
- Burdett, Allen M. Jr. (1921–1980), US-amerikanischer Offizier, Generalleutnant der US-Army
- Burdett, Francis (1770–1844), englischer Reformpolitiker, Mitglied des House of Commons
- Burdett, John (* 1951), englischer Schriftsteller
- Burdett, Peter Perez († 1793), englischer Kartograph, Geodät, Zeichner, Radierer, Kupferstecher und Ingenieur
- Burdett, Robert, 6. Baronet (1796–1880), britischer Adliger
- Burdett, Samuel Swinfin (1836–1914), US-amerikanischer Politiker britischer Herkunft
- Burdett, Tammy (* 1940), US-amerikanische Jazzmusikerin (Bass, Gesang) und Songwriterin
- Burdett, William Carter Jr. (1918–1995), US-amerikanischer Diplomat, Botschafter in Malawi
- Burdett-Coutts, Angela, 1. Baroness Burdett-Coutts (1814–1906), britische Adlige und Phlantropin
- Burdette, Cornelius (1878–1955), US-amerikanischer Sportschütze
- Burdette, Mallory (* 1991), US-amerikanische Tennisspielerin

### Burdi
- Burdi, George (* 1970), kanadischer Musiker
- Burdick, Charles B. (1927–1998), US-amerikanischer Militärhistoriker
- Burdick, Clark (1868–1948), US-amerikanischer Politiker
- Burdick, Eugene (1918–1965), US-amerikanischer Autor und Politikwissenschaftler
- Burdick, Jocelyn (1922–2019), US-amerikanische Politikerin
- Burdick, Lloyd (1908–1945), US-amerikanischer American-Football-Spieler und Ringer
- Burdick, Quentin N. (1908–1992), US-amerikanischer Politiker (Demokratische Partei)
- Burdick, Theodore Weld (1836–1898), US-amerikanischer Politiker
- Burdick, Usher L. (1879–1960), US-amerikanischer Politiker
- Burdigalensis, Anonymus, Autor eines Berichtes über eine Pilgerreise in das Heilige Land, des Itinerarium Burdigalense
- Burdin, Andrew (* 1964), australischer Beachvolleyballspieler
- Burdin, Claude (1788–1873), französischer Ingenieur
- Burdin, Dmitri Iwanowitsch (1914–1978), sowjetischer Architekt und Hochschullehrer
- Burdin, Isidor (1914–1999), israelisch-moldauisch-sowjetischer Violinist, Dirigent, Komponist und Lehrer
- Burdina, Fritz (1917–1985), deutscher Fußballspieler
- Burdina, Jewgenija Stanislawowna (* 2001), russische Tennisspielerin
- Burdine, Keao (* 1983), US-amerikanische Volleyball- und Beachvolleyballspielerin
- Burdinski, Dietmar (1959–2010), deutscher Autor und Comedian
- Burdisso, Federico (* 2001), italienischer Schwimmer
- Burdisso, Guillermo (* 1988), argentinischer Fußballspieler
- Burdisso, Nicolás (* 1981), argentinischer Fußballspieler

### Burdo
- Burdon, Allan (1914–2001), australischer Politiker, Abgeordneter
- Burdon, Chris, Tontechniker
- Burdon, Eric (* 1941), britischer RocksängerEric Burdon (* 1941)

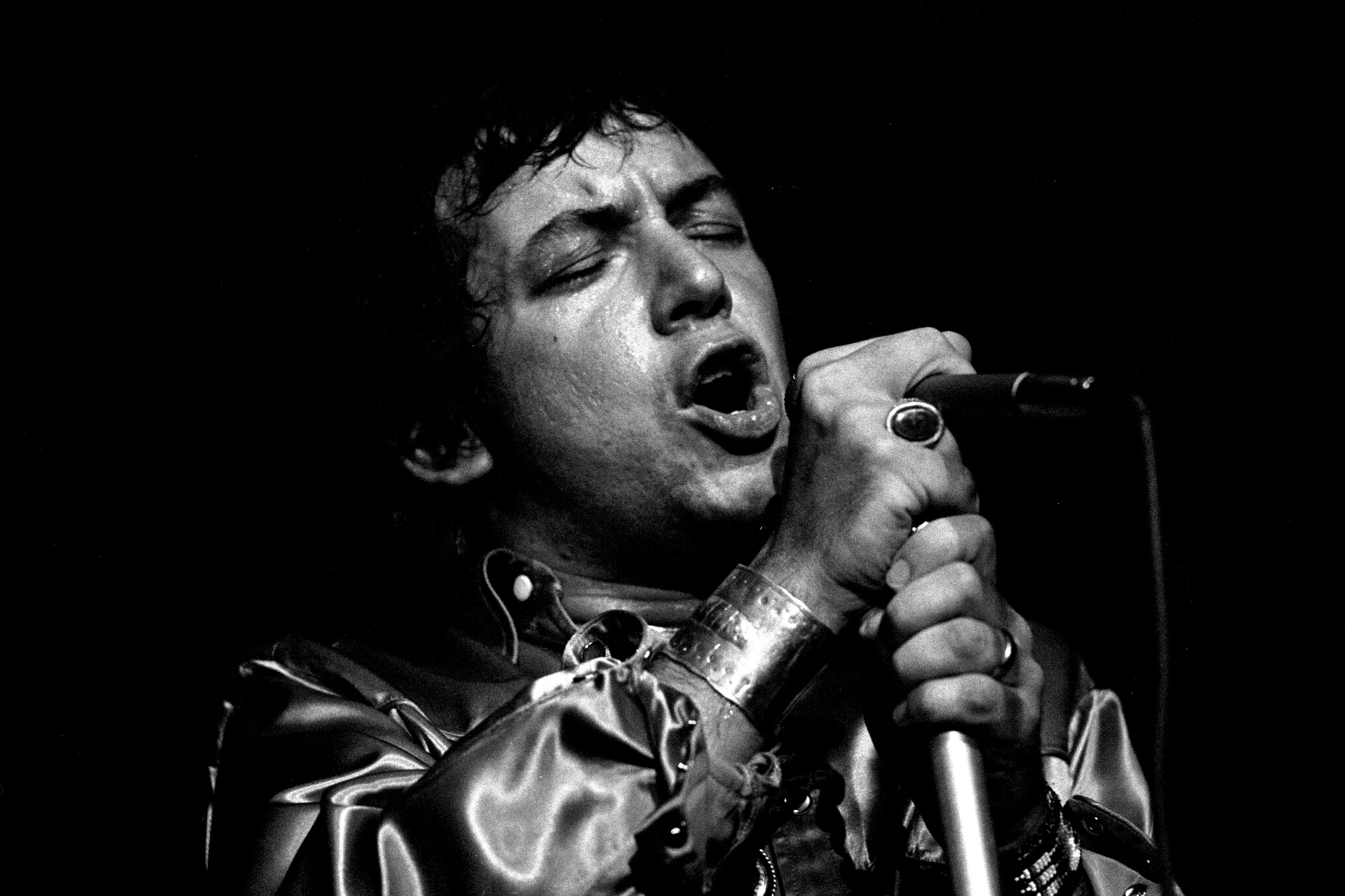
Eric Burdon (* 1941)

- Burdon, Glen (* 1954), kanadischer Eishockeyspieler
- Burdon-Sanderson, John Scott (1828–1905), englischer Physiologe
- Burdorf, Dieter (* 1960), deutscher Germanist und Hochschullehrer
- Burdow, Inés (* 1969), deutsche Schauspielerin, Autorin und Regisseurin

### Burds
- Burdschanadse, Nino (* 1964), georgische Politikerin

### Burdu
- Burduja, Petru (* 1976), moldauischer Politiker (PSRM)
- Burdujan, Lucian (* 1984), rumänischer Fußballspieler
- Burdunellus († 497), spätantiker Usurpator in Spanien
- Burdutschenko, Inna (1939–1960), sowjetische Schauspielerin

### Burdy
- Burdy, Robert (* 1964), deutscher Moderator und Fernsehjournalist